# Rejonizam
Rejonizam (rajonizam) je umjetnički avangardistički pokret nastao u Rusiji 1912. godine. Utemeljen je na spoznaji da se svjetlost širi zrakom; držao se načela da slikarstvo treba prije svega dočaravati zrake svjetlosti (franc. rayon – zraka). Glavni predstavnici rejonizma (rajonizma) su ruski slikari Mihail Larionov (smatra se začetnikom rejonizma) i Natalija Gončarova